# Mary Ann O. Cajano
Mary Ann O. Cajano ( 1976 - ) es una botánica, y curadora filipina; que trabaja académicamente en el "Museo de Historia natural, de la Universidad de Filipinas (UPLB).

## Algunas publicaciones
- julie f. Barcelona, mary a. o. Cajano, a. s. Hadsall. 2006. Rafflesia baletei, another new Rafflesia (Rafflesiaceae) from the Philippines. Kew Bulletin 61: 231-237

- La abreviatura «Cajano» se emplea para indicar a Mary Ann O. Cajano como autoridad en la descripción y clasificación científica de los vegetales.[1]